# La Malagueña et le Torero
Pour les articles homonymes, voir Malagueña (homonymie).
Pour plus de détails, voir Fiche technique et Distribution.
La Malagueña et le Torero est un film français réalisé par Alice Guy en 1905.

## Synopsis
Enregistrement d’une danse interprétée par une danseuse habillée en malagueña (habitante de Malaga) et un danseur habillé en torero dans la patio d’une résidence espagnole.
À noter, la Malagueña est également une danse espagnole.

## Fiche technique
- Titre : La Malagueña et le Torero
- Réalisation : Alice Guy
- Société de production : Société L. Gaumont et compagnie
- Pays d’origine :  France
- Genre : Documentaire
- Durée : 2 minutes
- Dates de sortie : 1905
- Licence : Domaine public

## Autour du film
Le film est coloré à la main à l’aide de pochoirs.
Il a été tourné dans le même décor que Le Tango.